# Ermes Blarasin
Ermes Blarasin est un acteur et cascadeur américain.
Sa filmographie comme cascadeur inclut une quinzaine de longs métrages, notamment Le Territoire des morts (George Andrew Romero, 2005) et X-Men (Bryan Singer, 2000).
Il apparaît également en qualité d'acteur au générique d'une dizaine de films dont Le Territoire des morts et surtout Hedwig and the Angry Inch réalisé par John Cameron Mitchell en 2001.